# Onthophagus mariozuninoi
Onthophagus mariozuninoi es una especie de insecto del género Onthophagus de la familia Scarabaeidae del orden Coleoptera.

## Historia
Fue descrita científicamente por primera vez en el año 1993 por Delgado, Navarrete & Blackaller-Bages.